# Польский институт в Риме
Польский институт в Риме (пол. Instytut Polski w Rzymie, итал. Istituto Polacco di Roma) — польское научно-культурное учреждение из сети польских институтов, основанное в 1992 году в Риме и находящееся в подчинении Министерства иностранных дел Польши.

## Миссия и деятельность
Миссия Института заключается в популяризации польской культуры и искусства в Италии.
В течение своей деятельности Институт многократно организовывал встречи с ведущими польскими художниками, писателями, режиссёрами, актёрами, в том числе с Чеславом Милошем, Тадеушем Ружевичем, Славомиром Мрожком, Кшиштофом Занусси, Анджеем Жулавским, Рышардом Капущинским, Ежи Штуром, Ежи Радзивиловичем.
На концертах, организованных Институтом выступали Томаш Станько, Лешек Можджер, Анна Мария Йопек.
Также Институтом было проведено множество выставок, в том числе организованная в 1998 году экспозиция «Дьявол в польском искусстве и культуре» (пол. Diabeł w sztuce i kulturze polskiej). Заметным событием в Риме стала выставка произведений Катаржины Кобро в исторических залах Сан-Микеле.
В активе Института три проведённых фестиваля творчества польских поэтов: Збигнева Херберта (Сиена, 2008 год), Чеслава Милоша (Венеция, 2011 год) и Виславы Шимборской (Болонья, 2016 год).
В календарь культурных событий вошёл организуемый с 2003 года фестиваль Corso Polonia, являющийся ежегодным обзором событий польской культуры. Фестиваль проводится ежегодно, как в штаб-квартире Института, так и во многих престижных культурных учреждениях столицы Италии.
Институт также организует фестиваль польского кино Ciak Polska Film Festival.
Директором Института является Адрианна Сенницкая, одновременно исполняющий обязанности первого секретаря Посольства Польши в Италии.